# تالازوباريب
تالازوباريب هو دواء مضاد للسرطان من مجموعة مثبطات بارب. يستعمل في علاج أنواع معينة من سرطان الثدي.